# Литературно-научный вестник
«Литературно-научный вестник» («ЛНВ») (укр. Літерату́рно-науко́вий ві́стник) — общеукраинский ежемесячный литературно-художественный, научный и общественно-политический журнал. Был основан в 1898 году как продолжение журнала «Заря», издававшегося Научным обществом имени Тараса Шевченко, и журнала «Жизнь и слово», редактировавшегося И. Франко (1894-96). Первоначальное название — «Родное слово». Выходил во Львове (1898—1906), Львове и Киеве (1907—1914, 1917—1919), Львове (1922—1932, под редакцией Д. Донцова).
В первоначальный состав редколлегии вошли Михаил Грушевский, Иван Франко, Александр Борковский, Осип Маковей. В 1899 году А. Борковского и О. Маковея сменил Владимир Гнатюк (как неизменный технический редактор и корректор). Фактическим главным редактором в львовский период (1898—1906) был Иван Франко, хотя именно М. Грушевскому принадлежала идея создания журнала и он осуществлял общее руководство журналом, публиковал немало своих статей, контролировал процесс подготовки и издания.
Журнал следовал образцам западных «толстых» журналов того времени. Здесь публиковались литературные произведения, публицистика, литературная критика, статьи на научные темы. Журнал объединил вокруг себя всю украинскую литературную элиту того времени — поэтов, писателей, публицистов, критиков из Галиции, Буковины и Малороссии. Утверждению идеала соборного независимого украинского государства способствовали публикации поэтических и литературных произведений украинских авторов, статьи, посвящённые юбилеям украинских общественных деятелей, информация о новых украинских изданиях. Именно здесь были впервые напечатаны «Пути-дороги» Ивана Франко, «Хорал-зелье» Николая Вороного, «Предрассветные огни» Леси Украинки, критические статьи Николая Евшана. Печатались также украинские переводы Эдгара По, Фридриха Шиллера, Шекспира и др.
После революции 1905 года в России возникли благоприятные условия для развития издательства на украинском языке. Особый блеск Галиции как «национального Пьемонта» постепенно начинает меркнуть. В связи с тем, что ряд членов Научного общества имени Тараса Шевченко стали выражать недовольство по поводу позиции журнала по различным общественно-политическим проблемам, в частности его критики в адрес галицийских политических партий, издание журнала было передано Украинско-русскому издательскому союзу (укр. Українсько-Руська Видавнича Спілка).
Желая сохранить общеукраинский характер журнала, Михаил Грушевский решил перевести его из Львова в Киев. В 1906-13 годы журнал выходит в двух редакциях — киевской и львовской. Активной и плодотворной работе Ивана Франко помешала тяжелая болезнь. В 1908 году Грушевский вынужден был констатировать, что Франко уже не может принимать активного участия в подготовке журнала. До 1912 года сам Грушевский возглавлял редакцию, позднее оставался шеф-редактором (главным редактором был О. Олесь). Выход журнала был прерван Первой мировой войной и ссылкой Грушевского. Вернувшись из ссылки в марте 1917 года, Грушевский возобновил издание, но, занятый работой в Центральной раде, уже не мог уделять ему прежнего внимания и передал руководство журналом своему брату Александру. Издателем журнала в этот период стало Общество помощи украинской литературе, науке и искусству (укр. Товариство підмоги українській літературі, науці й штуці). После того, как братья в конце января 1919 года были вынуждены покинуть Киев, издание продолжалось вплоть до 1920 года.
В 1922 году издание «Литературно-научного вестника» возобновилось на польской территории, во Львове, на средства подпольной Украинской войсковой организации. Финансирование его обуславливалось рядом обязательств со стороны издателя (укр. Українська видавнича спілка): на пост главного редактора был назначен известный своими правыми взглядами публицист Дмитрий Донцов, а в состав редакционной коллегии был введён и сам Евгений Коновалец. Издание продолжалось до 1932 года. В 1933-39 годах журнал выходил под изменённым названием «Вестник. Месячник литературы, искусства, науки и общественной жизни» (ред. Д. Донцов). Ответственным редактором являлся Иван Устиянович, издатель — Ольга Бачинская, сестра супруги Дмитрия Донцова, Марии. Печатался в издательстве Ставропигийского института.